# Siegfried II. (Weimar-Orlamünde)

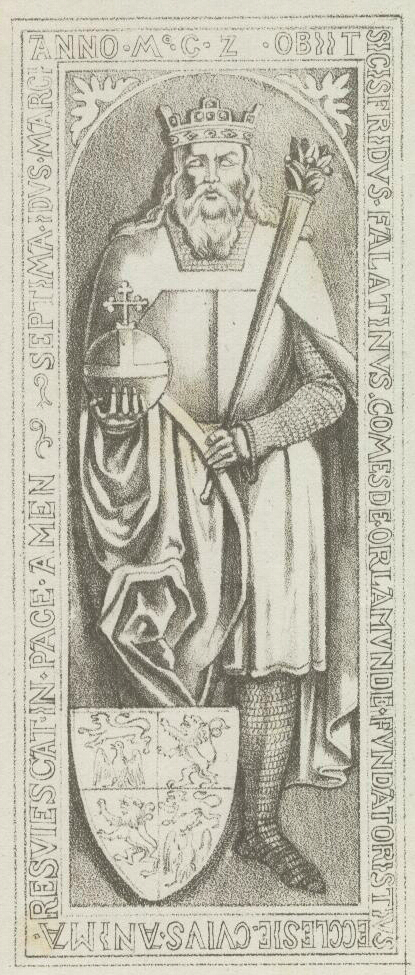
Siegfrieds Epitaph im Kloster Herrenbreitungen

Siegfried II. von Weimar-Orlamünde  (* 1107; † 19. März 1124) aus dem Geschlecht der Askanier war ab 1113 Graf von Weimar-Orlamünde sowie Titular-Pfalzgraf bei Rhein.

## Leben
Siegfried war der älteste Sohn des Pfalzgrafen bei Rhein und Grafen von Weimar-Orlamünde, Siegfried I. († 1113), und der Gertrud von Northeim († 1154), Tochter des Markgrafen Heinrich von Friesland, Graf im Rittigau und im Eichsfeld.
Nach dem Tod seines Vaters im Jahr 1113 erbte er die väterliche Grafschaft Weimar-Orlamünde, während die Pfalzgrafschaft bei Rhein von Gottfried von Calw usurpiert wurde. Um 1115 heiratete seine Mutter in zweiter Ehe Otto I. von Salm, der möglicherweise zunächst die Regentschaft für den minderjährigen Siegfried führte.
Siegfried starb 1124. Ihm folgte sein jüngerer Bruder Wilhelm, der 1126 auch die väterliche Pfalzgrafschaft bei Rhein zurückerlangte.

## Nachkommen
Verheiratet war er mit Irmgard von Henneberg („Irmengardi Hennebergica“). Die Ehe blieb kinderlos.